# Anton Niklas Sundberg
Anton Niklas Sundberg, född 27 maj 1818 i Uddevalla, död 2 februari 1900 i Uppsala, var en svensk präst och ärkebiskop samt politiker.

## Biografi
Sundberg var son till hattmakaren Sven Sundberg och Sara Katarina Lund. Han menade själv att det skulle vara att kokettera att tala om barndomen som små omständigheter. Han blev student vid Uppsala universitet 18 år gammal och filosofie kandidat där 1841. Året efter, 1842, blev han filosofie doktor och teologie kandidat och docent i symbolik och kyrkohistoria 1845 och docent i teologiska prenotioner 1846. Han prästvigdes 1845. Senare blev han juris hedersdoktor vid Köpenhamns universitet 1879. Den akademiska banan inleddes med att han blev adjunkt i teologi vid Lunds universitet 1849 och åren 1852–1856 professor i dogmatik och moralteologi. År 1856–1864 var han professor i kyrkohistoria och symbolik vid universitetet. År 1861 utnämndes han till domprost i Lund innan han 1864 utsågs till biskop i Karlstads stift. Den sistnämnda positionen gjorde honom till självskriven ledamot i prästeståndet vid den sista ståndsriksdagen 1865/66). Detta ämbete innehade han till 1870 då han blev ärkebiskop och prokansler vid Uppsala universitet. 
År 1873 ledde han Konung Oscar II:s kröning.
Som politiker var Sundberg talman i andra kammaren 1867–1872. År 1877–1892 var han ledamot i första kammaren och dess talman 1878–1880. Han utsågs till ledamot av Svenska Akademien 1874 och av Kungliga Vetenskapsakademien 1877. Den 6 oktober 1874 blev Sundberg hedersledamot av Vitterhetsakademien. Efter andrakammarvalet hösten 1887 var han påtänkt som statsminister efter Robert Themptander. Ingen annan efter reformationen har innehaft ämbetet som ärkebiskop i Svenska kyrkan så länge som Sundberg.
Ett porträtt av Sundberg finns på Göteborgs nation i Uppsala och i konsistorierummet på Uppsala universitet.
Han ligger begravd på Uppsala gamla kyrkogård.

### Sundbergiana
Sundberg ansågs vara en mycket frispråkig person, framför allt med tanke på hans ställning som ärkebiskop. Ett exempel på Sundbergs slagfärdighet är en historia där han, då han just missat tåget, lär ha sagt: Där gick tåget åt helvete, och jag som skulle med. Vid branden i Karlstad 1865 sammanfattade Fröding landshövding Carl Ekströms respektive Sundbergs insatser med orden: landshövdingen grät och bad, men biskopen svor och släckte. Inför Oscar II:s kröning frågade den blivande kungen om han var tvungen att böja knä vid ceremonin. Sundberg svarade: Hälsa Hans Majestät och säg, att om han inte vill böja knä, inte för mig fattig syndig människa, men inför världarnas konung och herre jag då representerar, så blir det, ta mig fan, ingen kröning av! Vid ett tillfälle var Sundberg på middag hos Oscar II och ville börja med bordsbön, men eftersom kungen redan satt sig var det för sent. Då sade Oscar II: Nu lurade jag dig på bordsbönen, Anton Niklas!, varpå ärkebiskopen svarade: Inte alls Ers Majestät. Jag vet hur det går till i det här huset, så det klarade jag av redan på Norrbro!
Ett annat uttalande som tillskrivs Sundberg är: Näst gudlighet och sedlighet finns det inget värre än små snapsglas!

## Utmärkelser och ledamotskap

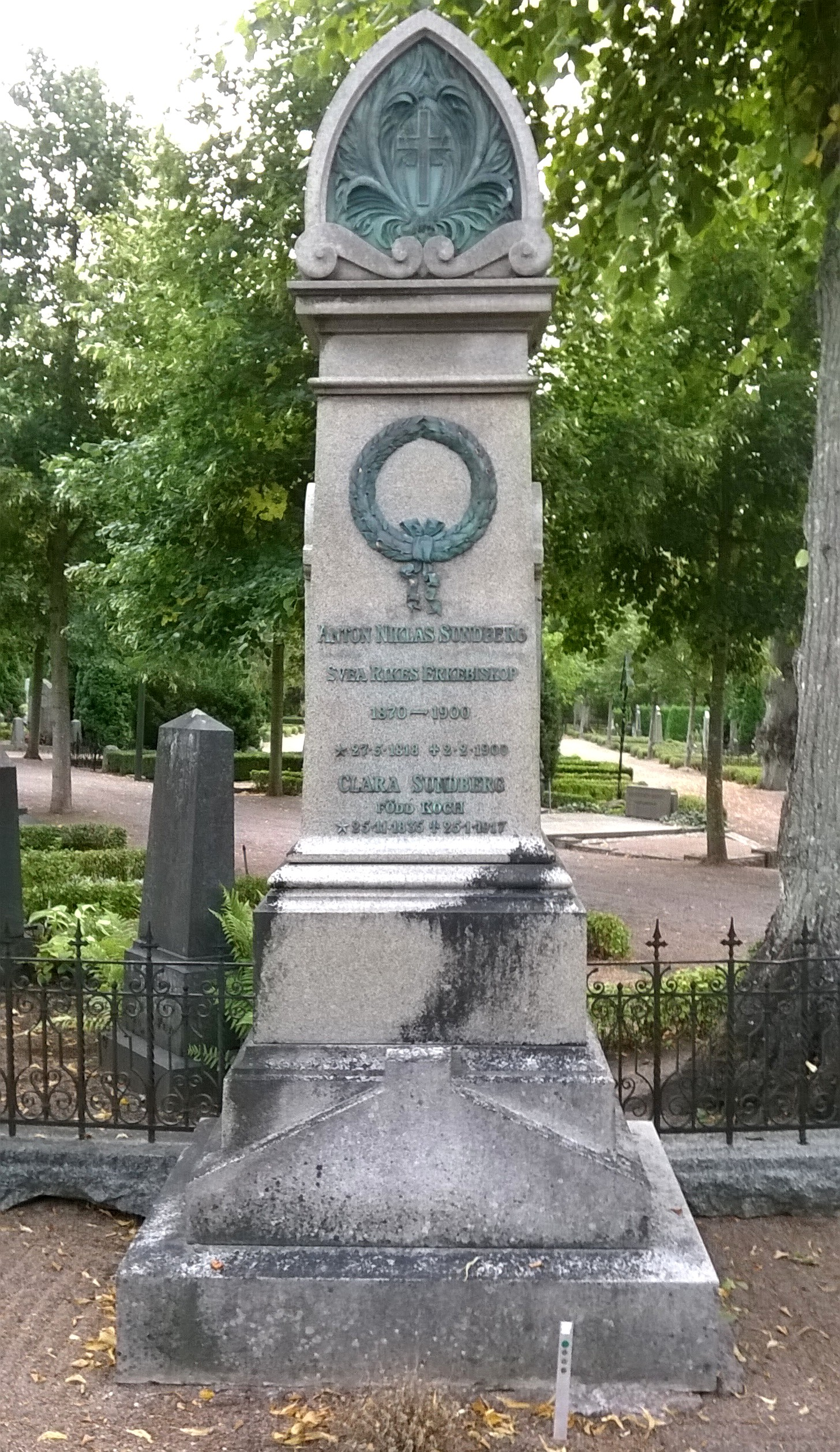
Anton Niklas Sundbergs grav på Uppsala gamla kyrkogård.

- 12 maj 1873: Ledamot och Kommendör av Kungl. Majt:s Orden (Serafimerorden)
- 5 februari 1874: Ledamot av Svenska Akademien på stol nr 15[2]
- 6 oktober 1874: Ledamot av Kungliga Vitterhets Historie och Antikvitets Akademien[2]
- 1877: Ledamot av Kungliga Vetenskapsakademien[2]
- Kommendör av Nordstjärneorden